# Endolimfa

Esquema del laberint membranós, amb dos seccions: d'un conducte semicircular i de part de la còclea:
1: Perilimfa, 2: Endolimfa.
3: Conductes semicirculars: 4: Posterior, 5: Horitzontal, 6: Superior, 7: Ampul·la.
8: Vestíbul: 9: Òrgans amb otòlits, 10: Utricle, 11: Sàcul, 12: Màcules: de l'utricle i del sàcul, 13: Conducte endolimfàtic, 14: Finestra oval, 15: Finestra rodona, 16: Conducte perilimfàtic.
17: Còclea: 18: Rampa timpànica, 19: Rampa vestibular, 20: Conducte coclear, 21: Òrgan de Corti.
Altres: 22: Orella mitjana: 23: Estrep, 24: Caixa timpànica.

L'endolimfa és el líquid contingut en el laberint membranós de l'oïda interna. El catió principal de l'endolimfa és el potassi, amb els valors de concentració de sodi i potassi a l'endolimfa de 0,91 mM i 154 mM, respectivament. També s'anomena fluid de Scarpa, per Antonio Scarpa. L'elevat contingut de K requereix mecanismes actius de transport iònic per al seu manteniment.
La perilimfa i l'endolimfa tenen composicions iòniques úniques adequades a les seves funcions en la regulació dels impulsos electroquímics de les cèl·lules ciliades. El potencial elèctric de l'endolimfa és ~80-90 mV més positiu que la perilimfa a causa d'una concentració més alta de K en comparació amb Na.
Està contingut en el laberint (orella interna). En el vestíbul es troba dins dels òrgans amb otòlits, en la còclea es troba en el conducte coclear.

## Importància clínica
La interrupció de l'endolimfa a causa de moviments bruscos (com ara girar o conduir per cops en un cotxe) pot causar mareig. Una condició en què el volum de l'endolimfa s'engrandeix molt s'anomena hidrops endolimfàtic i està relacionada amb la malaltia de Ménière.